# Kurt Gruber (Widerstandskämpfer)
Kurt Gruber (* 13. Mai 1912 in Hövel, heute Hamm; † 20. März 1945 bei Schwege, Kreis Osnabrück) war ein deutscher Kommunist und Widerstandskämpfer gegen den Nationalsozialismus. Er starb im Einsatz für den US-Nachrichtendienst OSS, als das Flugzeug, das ihn am Fallschirm hinter der Front absetzen sollte, zerschellte.

## Leben
Kurt Gruber war ein deutscher Bergmann, Antifaschist und KPD-Funktionär. Der einzige Bruder von Kurt Gruber, Karl, war bereits am 24. März 1931 an seiner statt von den Nazis erschossen worden; Zeitzeugen sprechen davon, dass seine Beerdigung mit weit über 3000 Teilnehmern, fast die gesamte Bevölkerung der Bergarbeitersiedlung seiner Heimatstadt, die größte Demonstration war, die Ahlen in Westfalen bis dahin gesehen hatte.
Nach der Machtübernahme durch die Nazis musste Gruber in die Illegalität; er spielte auch danach offensichtlich eine zentrale Rolle bei der Organisation der Widerstandes. Er wurde von der Staatsanwaltschaft 1934 verdächtigt, der „Reichstechniker“ der KPD zu sein. Der Oberreichsanwalt behielt sich seine Verfolgung selbst vor.
Wegen seiner großen Gefährdung schickte die kommunistische Partei Kurt Gruber 1935 in die Prager Emigration. Von dort ging Kurt Gruber mehr als zehn Mal als Kurier nach Berlin.
Nach der Okkupation der Tschechoslowakei gelang ihm die Flucht nach Großbritannien, nach Glasgow. Dort arbeitete er wieder als Bergmann, wurde Mitglied der schottischen Bergarbeitergewerkschaft und war in der Bewegung Freies Deutschland dort sehr aktiv. Im Sommer 1944 heiratete Kurt Gruber die Schottin Jessie Campbell. Er veröffentlichte in dieser Zeit eine Broschüre mit dem Titel I am a German Miner (Ich bin ein deutscher Bergarbeiter).
1944 nahm Joseph Gould, der Leiter der Labor Division der OSS-Dienststelle in London, Kontakt zur Freien Deutschen Bewegung in Großbritannien auf, um aus ihren Reihen geeignete Kandidaten für einen Kundschaftereinsatz in Deutschland anzuwerben. Die Kontaktaufnahme erfolgte über Jürgen Kuczynski, den damaligen Leiter der Freien Deutschen Bewegung. Unter den sieben Ausgewählten, die vom Offizier des US-Militärgeheimdienstes Joseph Gould angeleitet wurden, war auch Kurt Gruber. Sie sollten im Auftrag des OSS hinter der deutschen Front abspringen, um Informationen an die Alliierten Streitkräfte zu übermitteln. Kurt Gruber starb bei seinem ersten Einsatz am 20. März 1945, als das Flugzeug, das ihn absetzen sollte, in schlechtem Wetter abstürzte. Posthum wurde ihm die Medal of Freedom verliehen.
Kurz nach Kriegsende wurde das OSS aufgelöst und von der CIA übernommen. Diese informierte seine Frau nur über seinen Tod, ohne nähere Umstände. Auch von der posthumen Auszeichnung wusste die Familie nichts. Sie erhielt eine einmalige Entschädigung von 3000 Dollar. Die näheren Umstände von Kurt Grubers Tod wurden erst Jahrzehnte später bekannt, als die OSS-Dokumente für die historische Forschung freigegeben wurden.

## Ehrungen
Im April 2006 wurde ihm posthum der US-Orden Silver Star verliehen.